# Alstroemeria cantillanica
Alstroemeria cantillanica är en alströmeriaväxtart som beskrevs av Pierfelice Ravenna. Alstroemeria cantillanica ingår i släktet alströmerior, och familjen alströmeriaväxter. Inga underarter finns listade i Catalogue of Life.